# Copidita saigonensis
Copidita saigonensis es una especie de coleóptero de la familia Oedemeridae.

## Distribución geográfica
Habita en Saigón (Vietnam).